# 135 v.Chr.
135 v.Chr. is een jaartal volgens de christelijke jaartelling.

## Gebeurtenissen

### Italië
- Op Sicilië veroveren ± 70.000 slaven onder hun "koning" Antiochus, de steden Agrigentum, Catana en Tauromenion (huidige Taormina). In Rome probeert de Senaat tevergeefs met diplomatie het conflict te beïnvloeden.

### Europa
- Koning Penessil (135 - 130 v.Chr.) volgt zijn vader Samuil op als heerser van Brittannië.

## Geboren
- Antiochus IX Cyzicenus (~135 v.Chr. - ~95 v.Chr.), koning van het Seleucidenrijk (Syrië)
- Cleopatra Selena I (~135 v.Chr. - ~69 v.Chr.), koningin van Egypte
- Gnaius Papirius Carbo (~135 v.Chr. - ~82 v.Chr.), Romeins consul en veldheer
- Posidonius (~135 v.Chr. - ~51 v.Chr.), Grieks stoïcijns filosoof en astronoom
- Quintus Caecilius Metellus Nepos (~135 v.Chr. - ~55 v.Chr.), Romeins consul en veldheer

## Overleden
- Menander I, een hellenistische koning van het Indo-Griekse rijk